# Aïn Tallout
Aïn Tallout ou Aïn Tellout (en berbère : Tala Telut) est une commune de la wilaya de Tlemcen en Algérie.

## Toponymie
Peut être la source en hauteur en tamazight , ⴰⵍⵍ all 'lever, hisser'.

## Géographie

### Situation
Le territoire de la commune d'Aïn Tallout est situé à l'est de la wilaya de Tlemcen, à environ 32 km à vol d'oiseau à l'est de Tlemcen.
| Sidi Abdelli, Ouled Mimoun | Aïn Nehala                           | Ben Badis (Wilaya de Sidi Bel Abbès)                   |
| Beni Semiel                | Aïn Tallout                          | Wilaya de Sidi Bel Abbès (Moulay Slissen ; El Haçaiba) |
| El Gor                     | Ras el Ma (Wilaya de Sidi Bel Abbès) | Oued Sebaa (Wilaya de Sidi Bel Abbès)                  |

### Localités de la commune
En 1984, la commune d'Aïn Tallout est constituée à partir des localités suivantes: Aïn Tallout, Taghzout, Bir Sidi Youcef, Hassi Araouel, Saadnia et Gueltat El Beïda (Tadjemout).

## Démographie
Selon le recensement général de la population et de l'habitat de 2008, la population de la commune de Aïn Tallout est évaluée à 10 286 habitants contre 9 106 en 1998.